# Lista gatunków roślin objętych ochroną w Polsce (1957–1983)
Lista stanowi zestawienie gatunków i rodzajów roślin objętych ścisłą i częściową ochroną gatunkową w Polsce w latach 1957–1983. Zestawienie obejmuje gatunki chronione na podstawie rozporządzenia Ministra Leśnictwa i Przemysłu Drzewnego z dnia 28 lutego 1957 roku w sprawie wprowadzenia gatunkowej ochrony roślin (Dz.U. Nr 15 poz. 78).

## Ochrona ścisła

### PaprotnikiPteridophyta
| Nazwa polska        | Nazwa naukowa                                        | Uwagi |
| ------------------- | ---------------------------------------------------- | --- |
| długosz królewski   | Osmunda regalis                                      | – |
| języcznik zwyczajny | Phyllitis scolopendrium                              | – |
| pióropusznik strusi | Matteuccia struthiopteris (Matteucia struthiopteris) | – |
| widłak              | Lycopodium spp.                                      | Wszystkie gatunki. Dopuszczalne jest ścinanie kłosów zarodnikowych. W tym czasie do rodzaju widłak zaliczano wszystkich polskich przedstawicieli rodziny widłakowatych (Lycopodiaceae). |

### Rośliny nasienneSpermatophyta
| Nazwa polska                            | Nazwa naukowa                             | Uwagi |
| --------------------------------------- | ----------------------------------------- | --- |
| arnika górska                           | Arnica montana                            | – |
| bluszcz pospolity                       | Hedera helix                              | Okazy kwitnące. |
| brzoza ojcowska                         | Betula oycoviensis                        | – |
| chamedafne północna                     | Chamaedaphne calyculata                   | – |
| cis pospolity                           | Taxus baccata                             | – |
| dziewięćsił bezłodygowy                 | Carlina acaulis                           | – |
| dziewięćsił popłocholistny              | Carlina onopordifolia                     | – |
| dyptam jesionolistny                    | Dictamnus albus                           | – |
| goryczka                                | Gentiana spp.                             | Wszystkie gatunki, z wyjątkiem goryczki trojeściowej Gentiana asclepiadea. |
| jarząb brekinia (brzęk)                 | Sorbus torminalis                         | – |
| jarząb szwedzki                         | Sorbus intermedia                         | – |
| kłokoczka południowa                    | Staphylea pinnata                         | – |
| kosaciec                                | Iris                                      | Wszystkie gatunki, z wyjątkiem kosaćca żółtego Iris pseudacorus (Iris pseudoacorus). |
| kotewka orzech wodny                    | Trapa natans                              | – |
| lilia złotogłów                         | Lilium martagon                           | – |
| mikołajek nadmorski                     | Eryngium maritimum                        | – |
| miłek wiosenny                          | Adonis vernalis                           | – |
| orlik pospolity                         | Aquilegia vulgaris                        | – |
| ostnica piórkowata (ostnica)            | Stipa pennata                             | – |
| ostnica włosowata (ostnica)             | Stipa capillata                           | – |
| pajęcznica liliowata                    | Anthericum liliago                        | – |
| pełnik europejski                       | Trollius europaeus                        | – |
| rosiczka długolistna                    | Drosera anglica (Drosera longifolia)      | – |
| rosiczka okrągłolistna                  | Drosera rotundifolia                      | – |
| rosiczka pośrednia                      | Drosera intermedia                        | – |
| różanecznik żółty                       | Rhododendron luteum (Rhododendron flavum) | – |
| sasanka                                 | Pulsatilla spp.                           | Wszystkie gatunki. |
| sosna górska (kosodrzewina)             | Pinus mugo (Pinus montana)                | Wyłącznie na stanowiskach naturalnych. |
| sosna limba (limba)                     | Pinus cembra                              | – |
| storczykowate                           | Orchidaceae                               | Wszystkie gatunki, z wyjątkiem pospolitych czerwono kwitnących gatunków, jak kukułka szerokolistna Dactylorhiza majalis (storczyk szerokolistny Orchis latifolia) i kukułka krwista Dactylorhiza incarnata (storczyk krwisty Orchis incarnata). |
| szachownica kostkowata                  | Fritillaria meleagris                     | – |
| szafran spiski                          | Crocus scepusiensis                       | – |
| szarotka alpejska                       | Leontopodium alpinum                      | – |
| śnieżyca wiosenna                       | Leucoium vernum                           | – |
| śnieżyczka przebiśnieg                  | Galanthus nivalis                         | – |
| tojad                                   | Aconitum spp.                             | Wszystkie gatunki. |
| wawrzynek główkowy                      | Daphne cneorum                            | – |
| wawrzynek wilczełyko                    | Daphne mezereum                           | – |
| wiciokrzew pomorski                     | Lonicera periclymenum                     | – |
| wiśnia karłowata                        | Prunus fruticosa (Cerasus fruticosa)      | – |
| zawilec narcyzowaty (zawilec narcyzowy) | Anemone narcissiflora                     | – |
| zawilec wielkokwiatowy                  | Anemone sylvestris (Anemone silvestris)   | – |

## Ochrona częściowa

### PaprotnikiPteridophyta
| Nazwa polska       | Nazwa naukowa      | Uwagi |
| ------------------ | ------------------ | ----- |
| paprotka zwyczajna | Polypodium vulgare | –     |

### Rośliny nasienneSpermatophyta
| Nazwa polska                                | Nazwa naukowa                               | Uwagi |
| ------------------------------------------- | ------------------------------------------- | ----- |
| bagno zwyczajne                             | Rhododendron tomentosum (Ledum palustre)    | –     |
| centuria pospolita                          | Centaurium erythraea (Centurium umbellatum) | –     |
| ciemiężyca biała                            | Veratrum album                              | –     |
| ciemiężyca czarna                           | Veratrum nigrum                             | –     |
| ciemiężyca zielona                          | Veratrum lobelianum                         | –     |
| goryczka trojeściowa                        | Gentiana asclepiadea                        | –     |
| grzybienie białe (grzybień biały)           | Nymphaea alba                               | –     |
| konwalia majowa                             | Convallaria majalis                         | –     |
| mącznica lekarska                           | Arctostaphylos uva-ursi                     | –     |
| pierwiosnek lekarski (pierwiosnka lekarska) | Primula veris (Primula officinalis)         | –     |
| pierwiosnek wyniosły (pierwiosnka wyniosła) | Primula elatior                             | –     |
| pokrzyk wilcza jagoda                       | Atropa belladonna                           | –     |
| porzeczka czarna                            | Ribes nigrum                                | –     |
| przytulia wonna (marzanka wonna)            | Galium odoratum (Asperula odorata)          | –     |
| turówka wonna                               | Hierochloë odorata                          | –     |
| turzyca piaskowa                            | Carex arenaria                              | –     |
| zimowit jesienny                            | Colchicum autumnale                         | –     |